# Sekiryo Yamauchi
Sekiryo Yamauchi (1883 – 1949) è stato un imprenditore giapponese.

## Biografia
Nato Sekiryo Kaneda  fu il secondo presidente di Nintendo, appartenente alla dinastia imprenditoriale Yamauchi dal 1929 al 1949. Sposò la figlia di Fusajiro Yamauchi, Tei, da cui ereditò il cognome. Alla sua morte gli succedette il nipote Hiroshi Yamauchi.

## Presidente di Nintendo
Nel 1933, Yamauchi ribattezzò la società Yamauchi Nintendo and Co. Nel 1947 fondò una società di distribuzione, chiamata Marufuku Company Limited.

## Morte
Nel 1949 Yamauchi morì a causa  di un Ictus cerebrale. Il suo successore fu il nipote Hiroshi, che rivoluzionò totalmente l'azienda trasformandola da un'azienda produttrice di carte per Hanafuda all'azienda produttrice di videogiochi che conosciamo oggi.